# Смільна
Смі́льна — село в Україні, у Дрогобицькому районі Львівської області. Орган місцевого самоврядування — Східницька селищна рада. Населення становить 375 осіб.

## Історія
Перші поселенці займалися землеробством, полюванням, скотарством. У XVII—XIX століттях була піч по виплавці заліза.
У 1960-х роках територія сіл Смільна та сусідньої Жданівки входили до складу радгоспу «Прикарпаття», виробничим напрямом якого було м’ясо-молочне тваринництво. За часів Радянського Союзу була відкрита восьмирічна школа, дві бібліотеки з загальним фондом понад 9000 книг, два магазини, відділення зв'язку. 75 жителів села воювали проти гітлерівської Німеччини, 47 загинули на фронтах, 52 нагороджені орденами та медалями. В честь загиблих на фронтах другої світової війни та від рук націоналістів, був встановлений обеліск.
У середині ХХ ст. до села було приєднано сусідній хутір Гамарня.
У Смільній розташована дерев'яна церква Воздвиження Чесного Хреста, збудована у 1905 році. У 1964-1989 роках стояла зачиненою. За радянських часів люди не допустили перетворити її на склад.
У селі діє Смільнянська середня загальноосвітня школа І-ІІ ступенів.

## Відомі люди
- Амвросій Яновський — галицький освітній і політичний діяч, посол до Галицького сейму, Австрійського парламенту, перший голова Руського педагогічного товариства.[6]
- Марія Шалайкевич — композитор, народна артистка України, солістка музичного гурту «Соколи».